# Borgo Mezzanone
Borgo Mezzanone is een plaats (frazione) in de Italiaanse gemeente Manfredonia.